# Николич, Томислав
То́мислав Ни́колич (серб. Томислав Николић; род. 15 февраля 1952, Крагуевац, СФРЮ) — сербский государственный деятель. Президент Сербии (31 мая 2012 — 31 мая 2017).
До 7 сентября 2008 года был заместителем председателя ультра-националистической Сербской радикальной партии, которую фактически возглавлял, так как её председатель Воислав Шешель находился в трибунале в Гааге. С 2008 до 2012 года являлся лидером консервативной Сербской прогрессивной партии. 20 мая 2012 года во втором туре избран президентом Сербии.

## Биография

### Ранние годы
Томислав Николич родился 15 февраля 1952 года в сербском городе Крагуевац Федеративной народной республики Югославия (с 1963 года — Социалистической федеративной республики Югославия). Отец Радомир работал оружейником на заводе, а мать Живадинка Джокович была домохозяйкой.

### Образование и карьера
В том же городе он окончил строительное отделение технического училища, получив специальность инженера-строителя, а потом поступил на юридический факультет, но бросил его в 1971 году.
С 1971 года Николич работал на «стройках социализма» — занимался строительством дорог и туннелей. Те, кто тогда работал с ним, описывают Николича как «проказника и пройдоху». В 1978—1990 годах он возглавлял инвестиционное подразделение компании «22 декабря» («22.decembar») в Крагуеваце, а в 1990—1992 годах был техническим директором коммунальной службы города.
До 1992 года работал на стройках и в строительных организациях.

### Политическая деятельность
Политикой стал заниматься во время политического кризиса и распада Югославии, когда вступил сначала в Народную радикальную партию, а в 1991 году перешёл в СРП. Быстро стал первым заместителем председателя СРП. В 1992 году был избран в парламент, где возглавил депутатскую группу радикалов. В 1998 году занял пост заместителя премьер-министра Сербии, а в 1999 году — заместителя премьер-министра Союзной Республики Югославии.

#### Участие в президентских выборах
Участвовал в досрочных президентских выборах 2000 года, в ходе которых занял третье место после Слободана Милошевича и Воислава Коштуницы, набрав 5,79 % голосов. На президентских выборах 2004 года набрал в первом туре 30,6 %, во втором — 45,4 %, уступив Борису Тадичу. 8 мая 2007 года был избран спикером Народной скупщины — парламента Сербии, но уже 13 мая была сформирована проевропейская коалиция, и Николич подал в отставку.
В президентской гонке 2008 года повторилась ситуация 2004 года. Николич набрал 40 % в первом туре, но во втором вновь уступил Тадичу с результатом 47,97 %.
7 сентября 2008 года Николич подал в отставку с поста заместителя председателя Сербской радикальной партии из-за разногласий с однопартийцами по вопросу голосования в Скупщине за ратификацию Соглашения о стабильности и ассоциации, подписанного в конце апреля между ЕС и сербским правительством. 21 октября того же года создал свою партию — Сербскую прогрессивную и стал её лидером.

### Во главе Сербии
На президентских выборах 2012 года в первом туре набрал 24,99 %, уступив Борису Тадичу, однако во втором туре победил того, набрав 49,4 % голосов, и был избран президентом Сербии.
В 2015 году прибыл с визитом в Ереван для участия в мероприятиях, посвящённых памяти жертв геноцида армян, приуроченных к 100-летию трагедии.
В президентских выборах в Сербии, прошедших 2 апреля 2017 года, не принимал участие из-за потери поддержки Сербской прогрессивной партии.

## Личная жизнь
Автор ряда книг преимущественно о политике. Жена — Драгица (урождённая Нинкович, 1955 г.р.), два сына — Радомир (1976 г.р.) и Бранислав. Сын Радомир с октября 2014 года является градоначальником Крагуеваца.
Владеет русским языком. Имеет титул четнического воеводы.

## Награды

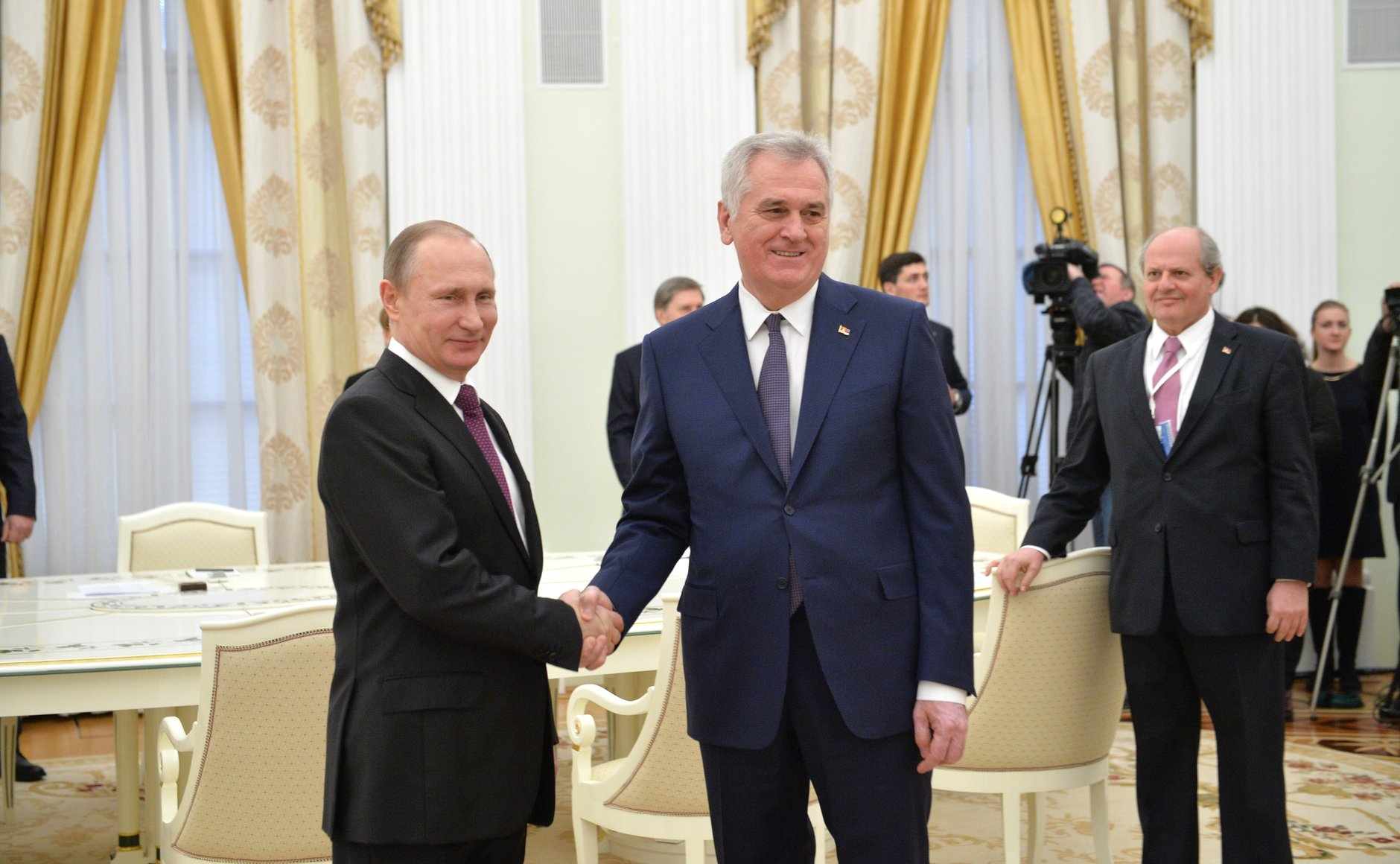
Рабочая встреча с Президентом России Владимиром Путиным.
Москва, Кремль, 10 марта 2016 года

- Цепь Ордена Макариоса III (Кипр, 13 января 2013 года)[12]
- Орден «За заслуги» I степени (Украина, 6 июня 2013 года) — за выдающийся личный вклад в развитие украинско-сербских межгосударственных отношений[13].
- Отличие «Именное огнестрельное оружие» (15 июня 2013, Украина)[14]
- Орден Спасителя, (Греция, 18 июня 2013 года)[15]
- Орден Святого царя Константина (Сербская православная церковь, 2013 год)[16]
- Орден Святого Николая Леличского (Валевская епархия Сербской православной церкви, 2014 год)[17]
- Орден Славы (Армения, 11 октября 2014 года) — по случаю официального визита в Республику Армения и в честь традиционной армяно-сербской дружбы[18].
- Орден «Хосе Марти» (Куба, 19 мая 2015 года)[19]
- Премия Международного фонда единства православных народов (9 марта 2016 года)[20]
- Национальный орден Заслуг (Алжир, 17 мая 2016 года)[21]
- Орден «Достык» I степени (Казахстан, 17 августа 2016 года) — за огромный вклад в развитие всесторонних отношений между Республикой Казахстан и Республикой Сербия[22][23]
- Большая цепь ордена Инфанта дона Энрике (Португалия, 25 января 2017 года)[24]
- Почётный гражданин Пекина[англ.] (Китай, 28 марта 2017 года)[25]
- Орден Дружбы народов (Белоруссия, 5 мая 2017 года) — за значительный вклад в укрепление мира, дружественных отношений и сотрудничества между Республикой Беларусь и Республикой Сербия[26][27]
- Орден Дружбы (Россия, 30 мая 2017 года) — за большой личный вклад в укрепление стратегического партнёрства и дружественных связей между Российской Федерацией и Республикой Сербией[28]
- Орден Республики Сербской на ленте (Республика Сербская, Босния и Герцеговина, 9 января 2018 года) — за особые заслуги в развитии и укреплении сотрудничества и политических отношений между Республикой Сербии, Республикой Сербской и другими государствами, а также за выдающийся вклад, имеющий более широкое значение в утверждении и послевоенном развитии Республики Сербской[29]